# Ronald Lunas

Bischofswappen von Ronald Lunas

Ronald Ignacio Lunas (* 27. November 1966 in Magsaysay, Davao del Sur; † 2. Januar 2024 in Davao City) war ein philippinischer Geistlicher und römisch-katholischer Bischof von Pagadian.

## Leben
Ronald Lunas studierte in Davao City Philosophie und Katholische Theologie und empfing am 7. April 1992 das Sakrament der Priesterweihe für das Bistum Digos.
Nach einer kurzen Tätigkeit in der Pfarrseelsorge in der Pfarrei Unbefleckte Empfängnis in Caburan hielt er sich von 1993 bis 1996 zu weiteren Studien in Rom auf. An der Päpstlichen Universität Gregoriana erwarb er das Lizenziat in Theologie. Nach der Rückkehr in die Heimat war er zunächst Dozent und später Leiter des Regionalseminars St. Francis Xavier in Davao City. Von 2005 bis 2008 war er Kanzler der Diözesankurie und anschließend Pfarrer in Davao City. Seit 2013 war er Bischofsvikar für den Klerus des Bistums Digos und gehörte dem Konsultorenkollegium sowie dem Priesterrat an. Seit 2014 bis zu seiner Ernennung zum Bischof war er außerdem Pfarrer der Pfarrei Josef der Arbeiter in Santa Cruz.
Papst Franziskus ernannte ihn am 22. November 2018 zum Bischof von Pagadian. Der Bischof von Digos, Guillermo Dela Vega Afable, spendete ihm am 11. Februar des folgenden Jahres in der Kathedrale von Digos die Bischofsweihe. Mitkonsekratoren waren der Erzbischof von Ozamis, Martin Jumoad, und sein Amtsvorgänger Emmanuel Treveno Cabajar CSsR. Die Amtseinführung im Bistum Pagadian fand am 25. März 2019 statt. Als Wahlspruch wählte er den Christustitel Emmanuel (Mt 1,23 ).
Bischof Lunas starb Anfang Januar 2024 im Alter von 57 Jahren nach einer Bypass-Operation.